# Ernst Frigast
Ernst Peter Lütken Frigast (13. december 1889 i København – 29. november 1968 i København)  var en dansk groshandler og tennisspiller medlem af AB og B.93.
Ernst Frigast vandt i perioden 1911-1917 det danske mesterskaber i herresingle en gang og i herredouble fire gange. 
Han deltog ved OL i 1912 i Stockholm og stillede både op i single og herredouble med Ove Frederiksen.